# Jackarby gård

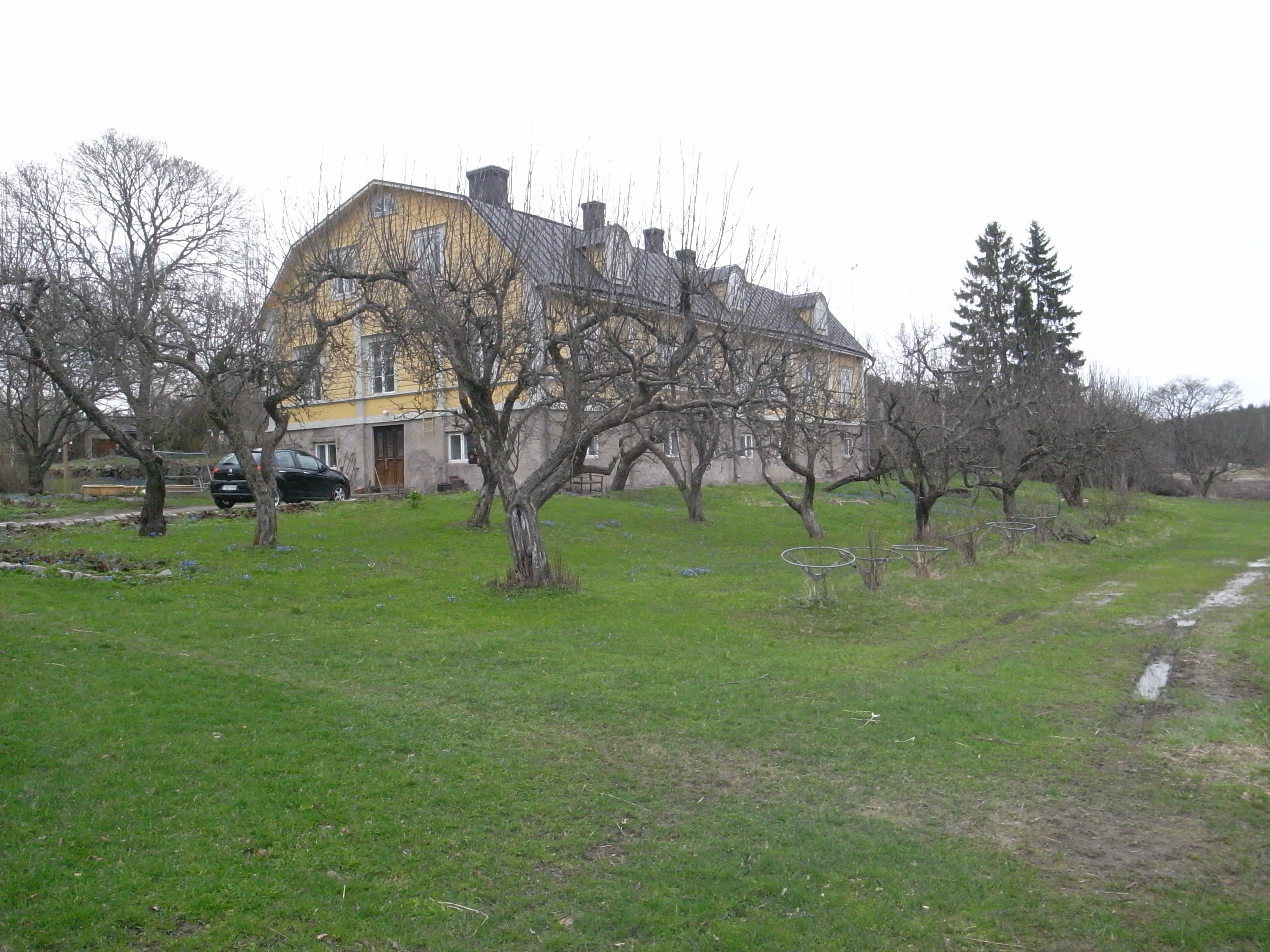
Jackarby från baksidan.

Jackarby gård är en herrgård i Borgå stad i landskapet Nyland i södra Finland.

## Historia
Jackarby som egendom har anor till 1500-talet, avspeglat bland annat i Jackarbysläktens namn, vilka enligt Jully Ramsay från mödernesläkten Ram ärvt frälsegården Jackarby. Genom arv och äktenskap gick egendomen mellan ätterna Ram, Piil (Jackarbysläkten) och Forbes. Den egendom som senare blev känd som Jackarby hette tidigare Hovgårds frälsesäteri och var bildad av tre mindre frälsegårdar. 
En karaktärsbyggnad som fanns på egendomen hade förstörts under krig, och en ny byggnad restes framemot 1600-talets slut av Anders Erik Ramsay (1638-1734) tillsammans med sönerna Alexander Wilhelm Ramsay och Johan Carl Ramsay. Jackarby har betraktats som släkten Ramsay stamgård.

## Byggnaden
Den nuvarande huvudbyggnaden härrör från 1760 och avspeglar tidens byggnadsideal. Med sitt mansardtak och rustika klassiska prägel har det drag både av barock och  gustaviansk stil. Den stora glasverandan är ett tillägg från 1800-talet. Den nuvarande gårdskompositionen har bevarat mycket av sina huvuddrag från 1700-talet. En sidobyggnad revs under 1900-talet, men en återstående f.d. statarbyggnad från 1700-talet flankerar gården och markerar dess gräns. Då byggnaden står placerad på en slänt bildas en hög källarvåning av mursten, där i äldre tid funnits kök, tjänarbostäder och källarvalv.
Av byggnadens fasta inredning återstår ännu bröstpaneler, medan de historiskt värdefulla tapeterna flyttats till Finlands Nationalmuseum och den så kallade "Jackarbysalen" där. Även den ursprungliga rumsplanen är bevarad, med tio rum och en stor salong i bottenvåningens mitt.
Utöver nämnda byggnader finns ett bevarat förråd från 1700-talet, en magasinsbyggnad från 1835 och ladugård och stall från 1880-talet.